# Benoit Konongo
Nacido en 1919 en el pueblo de Kisondi y fallecido en 2007 en Brazzaville, Benoit Konongo fue un famoso escultor congoleño, autor de bustos y estatuas académicas características de la escuela Muta Mayola.

## Biografía
Benoit Konongo conoció la escultura tradicional de la mano de su tío Muta Mayola, al mismo tiempo que su primo Grégoire Massengo. A partir de 1940 empezó a exponer en Brazzaville.En 1943 el arquitecto Roger Errel le inició en las artes aplicadas. A partir de 1945 Konongo obtuvo encargos del poder colonial y del clero, incluidas las estatuas que adornan la basílica de Sainte-Anne du Congo.
En los años 50 abrió su propia galería en el centro de Brazzaville. La galería Konongo, adquirida por su hijo Bernard Konongo, todavía existe hoy.

## Principales exposiciones
- Cuarta bienal del CICIBA de Guinea Ecuatorial
- Feria Internacional de Sevilla en España
- Bienal de Artes Visuales de La Habana en Cuba
- Exposición de Arte Africano Contemporáneo en Atlanta , Estados Unidos

## Videografía
- Centrarse en la escuela Nkewa Joseph y el taller Benoît Konongo. JTV-CONGO del 05/04/10[4]
- Congo, DESCUBRIENDO LA GALERÍA KONONGO. África 24, noviembre 2018[5]
- Nueve cabezas gigantes congoleñas firmaron a Benoit Konongo. Escuela Muta Mayola 8. Documental de Jonathan Bougard . 2022. Prod. In Vivo.[6]

## Mercado del arte
Las esculturas de Benoit Konongo salen regularmente a la venta al público en Europa. En mayo de 2016, el estudio Gros et Delettrez de París vendió un busto de 52 centímetros de una mujer Mangbetu en wengué por 2.000 euros sin incluir los honorarios, lo que constituye un récord para el artista.